# Bârgăuani
Bârgăuani é uma comuna romena localizada no distrito de Neamţ, na região de Moldávia. A comuna possui uma área de 77.00 km² e sua população era de 4097 habitantes segundo o censo de 2007.